# Raquel Forner
Raquel Forner (Buenos Aires, 22 de abril de 1902-Buenos Aires, 10 de junio de 1988) fue una pintora, escultora y profesora de dibujo argentina. Perteneciente al Grupo de París, ganó muchos premios entre ellos la medalla de oro en la Exposición Internacional de París en 1937. En el trayecto de su vida artística evoluciona de un naturalismo a un expresionismo muy personal.
Raquel Forner fue considerada una destacada emergente que surgió de un grupo de artistas y escritores que fue conocido como el Grupo Florida, denominado así porque se reunían en la Confitería Richmond en la calle Florida, y que incluyó escritores como Victoria Ocampo, Leopoldo Marechal y Oliverio Girondo, entre otros muy destacados escritores argentinos y artistas, en contraposición dialéctico-literaria con el recordado Grupo Boedo, que publicaba en la Editorial Claridad y se reunía en el Café El Japonés, de raigambre mucho más humilde, con integrantes como Roberto Arlt, entre otros.

## Biografía
Nació en Buenos Aires el 22 de abril de 1902. Como resultado de un viaje a Europa cuando tenía doce años, quedó muy impresionada por el arte en España, de donde eran originarios sus padres, y nació su vocación artística. Al regresar ya terminando sus estudios primarios en España, cursó sus estudios en la Academia Nacional de Bellas Artes en Buenos Aires y en 1922 obtuvo el título de profesora de dibujo en esta Academia. Después de recibir el tercer premio en el XIV Salón Nacional de Bellas Artes en Buenos Aires, con la obra Mis vecinas (1924), expuso sus obras en importantes galerías csm de Argentina (1928). Desde 1929 hasta 1931 asistió a las clases del parisino Othon Friesz en la Academia Escandinava de París, Friesz fue una gran influencia en su vida artística. Ya en 1932, junto con los pintores Alfredo Guttero, Pedro Domínguez Neira y el escultor Alfredo Bigatti fundó los Cursos Libres de Arte Plástico y en 1934 ganó el segundo premio en el XXIV Salón Nacional de Bellas Artes. En 1936 contrajo nupcias con el escultor Alfredo Bigatti con quien había fundado los Cursos Libres de Arte Plástico. Un año más tarde ganó la medalla de Oro en la Exposición Internacional de París. Impresionada por la guerra civil española empezó a realizar una serie de obras basadas en ella: La victoria (1939), El drama (1939-1946) y el Éxodo (1940), que en algunos momentos se acercan al surrealismo. Desde ese tiempo expresó en sus obras los males desencadenados en el mundo, además de dibujar seres mutantes y alienígenas. 
Llegó a exponer sus cuadros en importantes galerías y museos, entre ellos galerías y museos de Argentina, Alemania, París, Colombia, México, Estados Unidos, Canadá, Brasil, Suiza, Portugal, etc. Recibió numerosos premios: ganó en la Exposición Internacional de París (1937); el Primer Premio Nacional de Pintura en el XXXII Salón Nacional de Bellas Artes (1942); el premio Augusto Palanza, otorgado por la Academia Nacional de Bellas Artes (1947); Gran Premio de Honor en el XLV Salón Nacional de Bellas Artes (1956).
Luego de recibir diversos homenajes y su última exposición personal en la Galería Giacomo Lo Bue, Córdoba, falleció en Buenos Aires el 10 de junio de 1988. Ese mismo año se realiza una exposición homenaje en el Museo de Arte Moderno en Buenos Aires. Sus obras son expuestas en reconocidos museos y galerías, además de ser galardonada por la Fundación Konex con el Konex de Platino en 1982 como la mejor pintora expresionista de la Argentina y, en 1992, le otorgaron el Konex de Honor por su extensa trayectoria a lo largo de su vida. 

## Trayectoria artística

### Década 1920
Tras la obtención del título de profesora de dibujo en 1922, comenzó públicamente su desarrollo artístico, inaugurando esta etapa con obras como ‘’Barcas’’. En 1924 se presentó por primera vez en el Salón Nacional de Bellas Artes, que celebraba su XIV edición. Allí logró el Tercer Premio con la obra “Mis Vecinas”. La prensa de la época como La Atlántida, América, La Prensa, Plus Ultra, Martín Fierro, La Vanguardia, proporcionan críticas que destacan la temprana personalidad y la fuerza expresiva de sus obras, lo que le proporcionan gran difusión a su trabajo como artista. En los siguientes años continuó participando en el Salón Anual de Artes Plásticas de Buenos Aires, en las ediciones XV, XVI, XVII y XVIII. En 1928 realizó una exposición personal en la Galería Müller de Buenos Aires y en la Facultad de Humanidades de la Universidad de La Plata. En ese mismo año participa también en la “2.ª Exposición de Pintura y Escultura”, Ateneo Popular de la Boca, Buenos Aires.
Al año siguiente, regresó a Europa, donde entró en contacto en París con una serie de artistas argentinos – la mayoría pintores – como Horacio Butler, Héctor Basaldúa, Aquiles Badi, Juan Del Prete, Pedro Domínguez Neira, el escultor Alfredo Bigatti y el escritor Leopoldo Marechal. Esta conexión entre los diversos artistas dio lugar a la creación del conocido Grupo de París. En ese mismo año, aprovechando su estadía en París, expuso en el Salón des Tuilleries de París. Posteriormente y ya de regreso a Argentina, en el “Nuevo Salón-Año Primero”, Amigos del Arte, Buenos Aires, y “XI Salón de Rosario”.

### Década 1930
Continuó los siguientes años proyectando su creación artística en diversas exposiciones como en el 1930 en el “Primer Salón Anual de Pintores Modernos-Primer Grupo”, Asociación Wagneriana ; “Salón de Pintores y Escultores Modernos”, Amigos del Arte, Buenos Aires; “1ère Exposition du groupe latino-américain de Paris”, Gallerie Zak y “VIII Salón des Tuilleries”, Paris.
Regresó a Buenos Aires ese mismo año y en octubre, invitada por Alfredo Guttero, realizó una muestra individual de óleos, acuarelas y dibujos en el Salón de la Wagnerian. En 1931 participó en el Salón Centenario “Primer grupo argentino de pintores modernos” en Montevideo y en el “Salón de Pintores Modernos”,Asociación Amigos del Arte, Buenos Aires. En 1932, conjuntamente con los pintores Alfredo Guttero, Pedro Domínguez Neira y el escultor Alfredo Bigatti fundaron los Cursos Libres de Arte Plástico. Además en ese mismo año participó en el “Salón de Arte del Cincuentenario” organizado por la Comisión Provincial de Bellas Artes, La Plata y en el “XVIII Salón Anual”, Sociedad de Acuarelistas, Pastelistas y Grabadores. Su presencia en las principales exposiciones de arte en Argentina fue evidente, y continuó expandiéndose. En el 1933 participó en “Mostra de Pittura Argentina – Roma, Milano, Genova” organizada por el Instituto Argentino de Cultura Itálica, en la “Exposición de Artes Plásticas”, Río de Janeiro (Brasil), y en el “Salón de Pintores y Escultores Modernos” organizado por Amigos del Arte, Buenos Aires. Todo este auge artístico la llevó a participar en 1934 “XXIV Salón Nacional de Bellas Artes” donde logró hacerse con el Segundo Premio Nacional de Pintura con la obra “Interludio”. Participa en ese mismo año en el “1er Salón de Otoño”, Sociedad Argentina de Artistas Plásticos, Buenos Aires, y en el “XII Salón Anual”, Museo “Rosa Galisteo de Rodríguez”, Santa Fe.
Sobre los años treinta se produjeron una serie de acontecimientos en el panorama internacional que influenciaron enormemente el desarrollo artístico de Raquel Forner. La guerra civil española (1936-1939) y la Segunda Guerra Mundial (1939-1945) marcan un antes y después en su obra, que a partir de entonces plasmó un compromiso con la actualidad caótica del mundo. En 1938 declaró: «Necesito que mi pintura sea un eco dramático del momento que vivo», donde plasmó su compromiso con la situación de guerra que se estaba viviendo a nivel internacional. Se identificó con las luchas que encarnó la internacional antifascista y dio un nuevo rumbo a su carrera construyendo una iconografía poderosamente expresiva centrada en la imagen de la mujer como protagonista. Esto se plasmó en el 1937 con el comienzo de su Serie de España que proyecto hasta 1939, donde dio comienzo a la del Drama, que siguió hasta 1946, año en que inicia la serie Las rocas.

### Década 1940
Mientras estuvo inmersa en la producción de su series pictóricas El Drama (1939-1947) Las Rocas (1947-1948), Las Banderías, Los Estandartes, La Farsa (1948-1952) continuó con la exposición de sus obras en diversos salones y certámenes. En 1941 con la obra “Cabeza (Estudio para Autorretrato)” logró el Segundo Premio (Pintura) en el “XXXI Salón Nacional de Bellas Artes”.También en ese año participó en el “VIII Salón de Otoño” organizado por la Sociedad Argentina de Artistas Plásticos. En 1942 se presentó de nuevo al “XXXII Salón Nacional de Bellas Artes’’ con la obra ‘’ “El Drama” logrando en esta ocasión el Primer Premio de Pintura.
También en 1942 se publicó la monografía titulada “Raquel Forner” por Geo Dorival (Ed. Losada, Buenos Aires). Además tuvo lugar un gran acontecimiento en su vida artística y fue la integración de su obra “Desolación” en el patrimonio del Museo de Arte Moderno de Nueva York (EE. UU.). 
Volvió en 1943 a presentarse en el “XXXIII Salón Nacional de Bellas Artes” donde obuvo el Primer Premio Adquisición (Pintura) en el con la obra “Retablo de dolor” (1943). En 1944 obtuvo el premio a la Composición y Medalla de Oro en el “IVº Salón Municipal de Pintura y Escultura”, Córdoba, en 1946 participó de nuevo en el “XXXVI Salón Nacional de Bellas Artes”. En ese mismo año expuso de forma individual en la Galería Müller de Buenos Aires. En 1947 obtuvo el Premio Palanza que le otorgó la Academia Nacional de Bellas Artes. Durante los siguientes años siguió exponiendo de manera continua en la Exposición Panamericana de Pintura Moderna” de Caracas (Venezuela) en 1948 o en la Galería Viau, Buenos Aires con una exposición personal, en 1950.

### Década 1950
El auge internacional fue evidente, algo que se ratificó con su consagración como miembro de la Royal Society of Arts of England en 1951. Su participación en exposiciones siguió siendo una continua en su vida artística como se aprecia en 1952 con su exposición personal en la Galería Bonino, Buenos Aires y Galería Delacroix, Córdoba. En 1953 volvió a realizar una exposición personal, en esta ocasión en la Galería Bonino, Buenos Aires y donde continuó exponiendo en 1954 y 1955. En 1956 se presentó al “XLV Salón Nacional de Bellas Artes” donde consiguió el Gran Premio de Honor en Pintura en el “XLV Salón Nacional de Bellas Artes” con su obra “El Envío”. Expuso en la Pan-American Union de Washington y en la Bienal Interamericana de Porto Alegre, Brasil en 1957. En 1958 continuó sus exposiciones con la participación en la Bienal de Venecia.

### Década 1960-1970
Ya en la década de 1960 realizó una exposición individual en el Museo de Arte Moderno de Río de Janeiro y en 1961 fue invitada de Honor de la Sección Argentina en la VI Bienal de San Pablo. Durante 1962 el Museo Nacional de Bellas Artes le dedicó una muestra y recibió el Gran Premio de Honor de la Bienal Americana de Arte organizada por IKA en Córdoba. Participó en el 1971 en diversas exposiciones como la de “Arte Argentino Actual”, Kunsthalle de Basilea y Lugano (Suiza), Múnich, Bonn y Hamburgo (Alemania), y en “Exposición Panamericana de Artes Gráficas”, Museo de Arte Moderno de Bogotá (Colombia).Durante las siguientes décadas protagonizó diversas exposiciones en todo el mundo.

### Década de 1980

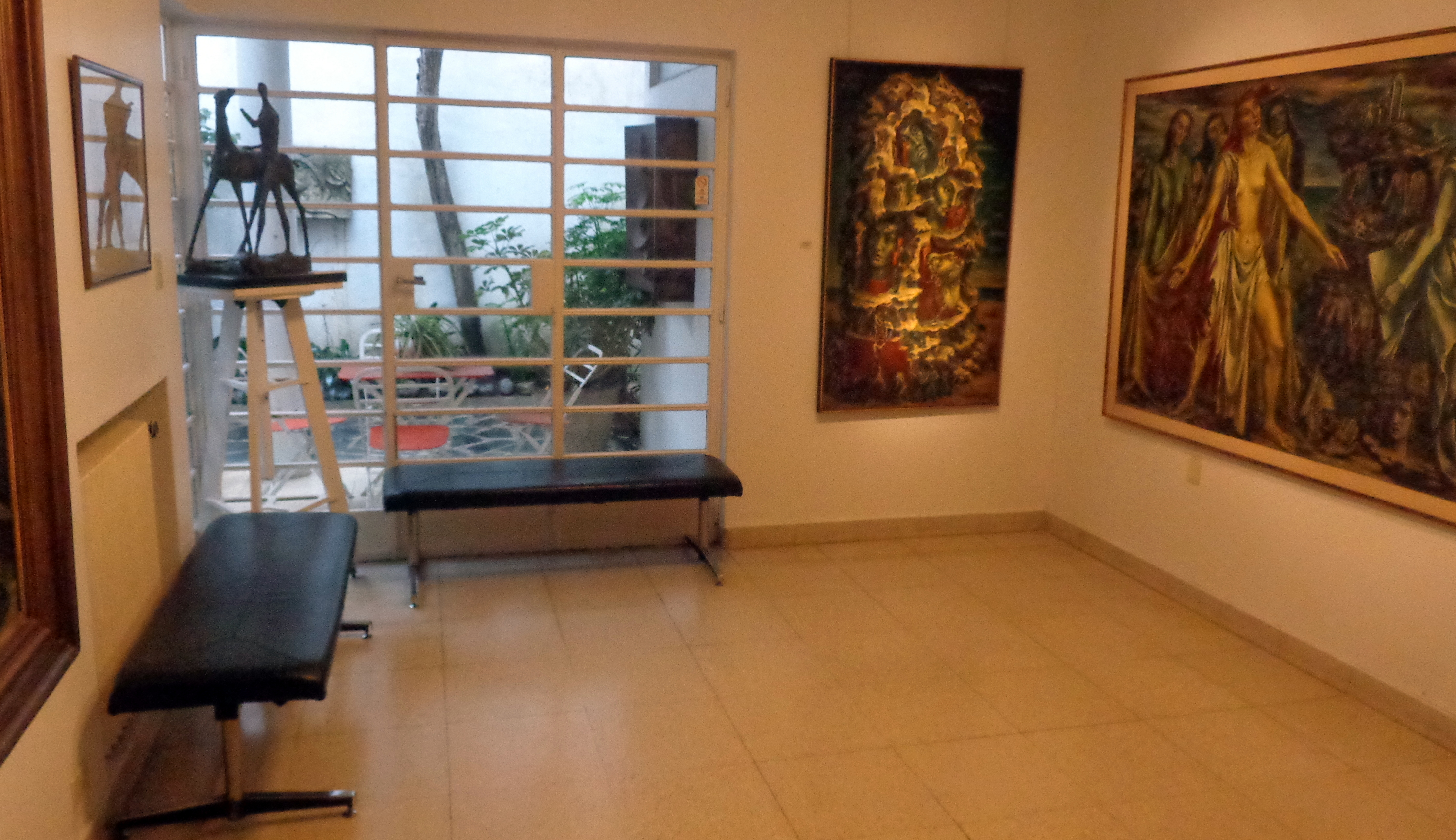
Fundación Forner-Bigatti.

En 1982 creó la Fundación Forner-Bigatti, junto al escultor Alfredo Bigatti.
Durante los últimos años de su vida continuó con su activa participación en numerosas exposiciones como la “Bienal de La Habana” (1984). Falleció en Buenos Aires el 10 de junio de 1988, y en ese mismo año había realizado una exposición personal en Galería Giácomo Lo Bue, Córdoba.
Su fallecimiento no fue motivo para paralizar sus obras, que continuaron participando en diversas exposiciones, siendo la última en 2016 en la exposición individual en Galería Alejandro Faggioni “Espacio de Arte”, Buenos Aires. 

## Series de obras
Realmente resulta difícil ubicar la obra de Raquel Forner dentro de determinada tendencia. En una primera etapa dedica su producción a lo referido a temas sociales, creando su propio imaginario, hasta desembocar en un expresionismo simbólico centrado en una original mitología del espacio. Pese a no poder encuadrar la obra de Raquel Forner dentro de un movimiento artístico concreto lo que si podemos afirmar es que su producción esta caracterizada por su desarrollo en Series. Todas estas series fueron inspiradas por las tragedias que asolaron a la humanidad: revolución, guerra, dictadura. La guerra civil española y la Segunda Guerra Mundial la inspiran para la creación de Serie de España, (1937-1939) y El Drama (1939-1947). Desde 1957 hasta sus últimos días trabajó en las Series del Espacio, inspiradas en las angustias del hombre de su tiempo, que lo impulsaron a descubrir otros mundos y otras posibilidades, cuyo alcance en todos los órdenes de la vida era imprevisible y gravitaría también, sin duda, en las expresiones plásticas. Las Series del Espacio incluyen : Las Lunas, Astroseres; Astrofauna; Los que vieron la Luna, Los Astronautas, Los Laberintos, Los Terráqueos, Mutaciones Espaciales; Apocalipsis en Planeta Tierra, Los Mutantes, del Espacio, etc.

### Series de Guerra
La primera parte de la obra está distribuida en siete series inspiradas por las tragedias que asolaron a la humanidad: revolución, guerra, dictadura. 

## Premios y distinciones
- Medalla de oro en la Exposición Internacional de París (1937).

- Primer premio Nacional de Pintura en el XXXII salón Nacional de Bellas Artes (1942).

- Premio "Augusto Palanza" otorgado por la Academia Nacional de Bellas Artes (1947).

- "Gran Premio de Honor" en el XLV Salón Nacional de Bellas Artes (1956).

- "Segundo Premio" en el XXIV Salón Nacional de Bellas Artes (1934).
- "Serie de Astronautas" 1978.